# Les Sorcières de l'épouvanteur
Les Sorcières de l'épouvanteur (titre original : The Spook's Stories: Witches) est un recueil de nouvelles de la série L'Épouvanteur signée Joseph Delaney, paru en 2009.

## Contenu
- Meg Skelton, 2011 ((en) Meg Skelton, 2009)
- Dora la cracheuse, 2011 ((en) Dirty Dora, 2009)
- Grimalkin, 2011 ((en) Grimalkin's Tale, 2009)
- Alice et le Mangeur de cerveaux, 2011 ((en) Alice and the Brain Guzzler, 2009)
- La Banshee, 2011 ((en) The Banshee Witch, 2009)